# کاماردان
کاماردان (به لاتین: Kamardan) یک منطقهٔ مسکونی در روسیه است که در استان آستراخان واقع شده‌است.